# Олонецкий район

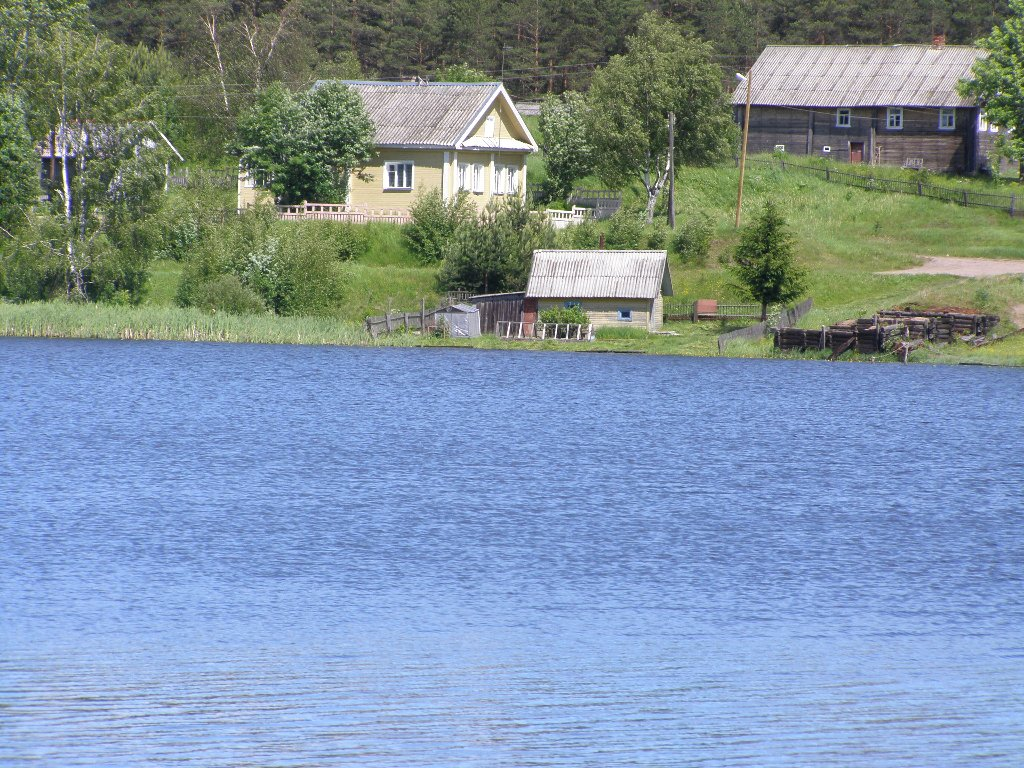
Деревня Нурмолицы Олонецкого района Карелии

Оло́нецкий райо́н или Оло́нецкий национа́льный райо́н (карел. Anuksen kanzalline piiri) — административно-территориальная единица (район) и муниципальное образование (муниципальный район) в составе Республики Карелия Российской Федерации.
Административный центр — город Олонец.
Олонецкий район приравнен к районам Крайнего Севера.
Относится к национальным районам.

## География
- Общая площадь района — 3988 км².
- Расположен в южной части Республики Карелия на Олонецкой равнине.
- Граничит:
  - на севере и северо-западе — с Пряжинским и Питкярантским районами Республики Карелия.
  - на юге и юго-востоке — с Лодейнопольским и Подпорожским и районами Ленинградской областью
- на юго-западе имеет протяжённый (около 120 км) выход к Ладожскому озеру

Около 90 % территории района занимают леса и болота. На территории района располагается 49 озёр и протекает 11 рек.
Характер рельефа — преимущественно равнинный. На севере и востоке района встречаются возвышенности, самая значительная — гора Железная (97 м).

## Климат
Климат мягкий, умеренно континентальный. Средняя температура января — −9,9 °C, июля — +16,5 °C. Среднегодовая величина осадков составляет 584 мм.

## История
Район образован 29 августа 1927 года в составе Автономной Карельской ССР. В 1930 году в состав района вошёл Видлицкий район Автономной Карельской ССР.
В годы Советско-финской войны (1941—1944) территория района была оккупирована. Территория района была освобождена советскими войсками летом 1944 года в ходе Свирско-Петрозаводской операции.
23 мая 1957 года к Олонецкому району была присоединена часть территории упразднённого Питкярантского района.

## Население
| 1939    | 1959    | 1970    | 1979    | 1989    | 2002    | 2009    | 2010    | 2011    |
| ------- | ------- | ------- | ------- | ------- | ------- | ------- | ------- | ------- |
| 28 761  | ↗37 134 | ↘30 852 | ↘29 616 | ↗30 497 | ↘27 034 | ↘25 019 | ↘23 124 | ↘23 078 |
| 2012    | 2013    | 2014    | 2015    | 2016    | 2017    | 2018    | 2019    | 2020    |
| ↘22 578 | ↘22 147 | ↘21 753 | ↘21 373 | ↘21 071 | ↘20 807 | ↘20 643 | ↘20 361 | ↘20 091 |
| 2021    | 2023    |         |         |         |         |         |         |         |
| ↘19 011 | ↘18 662 |         |         |         |         |         |         |         |

Согласно прогнозу Минэкономразвития России, численность населения будет составлять:
- 2024 — 19,09 тыс. чел.
- 2035 — 16,28 тыс. чел.

### Урбанизация
В городских условиях (город Олонец) проживают 40.89 % населения района.

### Национальный состав
До первых десятилетий 21-го века район отличался преобладанием среди населения карел (более 60 %).
По итогам переписи населения 2020 года проживали следующие национальности (национальности менее 0,1 % и другое, см. в сноске к строке «Другие»):
| Национальность | Численность, чел. | Доля     |
| -------------- | ----------------- | -------- |
| Русские        | 10 339            | 54,38 %  |
| Карелы         | 7569              | 39,81 %  |
| Белорусы       | 252               | 1,33 %   |
| Украинцы       | 143               | 0,75 %   |
| Финны          | 109               | 0,57 %   |
| Чеченцы        | 65                | 0,34 %   |
| Азербайджанцы  | 26                | 0,14 %   |
| Другие         | 508               | 2,68 %   |
| Итого          | 19 011            | 100,00 % |

## Административное деление
В Олонецкий муниципальный район входят 9 муниципальных образований, в том числе 1 городское поселение и 8 сельских поселений:
| № | Муниципальное образование       | Административный центр | Количество населённых пунктов | Население (чел.) | Площадь (км²) |
| - | ------------------------------- | ---------------------- | ----------------------------- | ---------------- | ------------- |
| 1 | Олонецкое городское поселение   | город Олонец           | 9                             | ↘9694            | 98,92         |
| 2 | Видлицкое сельское поселение    | село Видлица           | 5                             | ↘2110            | 774,34        |
| 3 | Ильинское сельское поселение    | посёлок Ильинский      | 11                            | ↘2728            | 187,00        |
| 4 | Коверское сельское поселение    | деревня Нурмолицы      | 13                            | ↘509             | 510,00        |
| 5 | Коткозерское сельское поселение | деревня Коткозеро      | 11                            | ↘970             | 976,00        |
| 6 | Куйтежское сельское поселение   | деревня Куйтежа        | 4                             | ↘447             | 350,00        |
| 7 | Мегрегское сельское поселение   | деревня Мегрега        | 8                             | ↘925             | 720,00        |
| 8 | Михайловское сельское поселение | село Михайловское      | 3                             | ↘317             | 288,10        |
| 9 | Туксинское сельское поселение   | деревня Тукса          | 1                             | ↘962             | 84,00         |

## Населённые пункты
В Олонецком районе 65 населённых пунктов — 1 город , 6 посёлков сельского типа , 2 села и 56 деревень (в том числе 1 населённый пункт в составе посёлка).
| №  | Населённый пункт    | Тип     | Население | Муниципальное образование       |
| -- | ------------------- | ------- | --------- | ------------------------------- |
| 1  | Алексала            | деревня | ↘170      | Ильинское сельское поселение    |
| 2  | Берёзовая Гора      | деревня | →2        | Коткозерское сельское поселение |
| 3  | Большаково          | деревня | ↘38       | Ильинское сельское поселение    |
| 4  | Большие Горы        | деревня | ↘49       | Видлицкое сельское поселение    |
| 5  | Вагвозеро           | деревня | ↘2        | Коткозерское сельское поселение |
| 6  | Верхнеолонецкий     | посёлок | ↘321      | Коткозерское сельское поселение |
| 7  | Верхняя Видлица     | деревня | ↘69       | Видлицкое сельское поселение    |
| 8  | Верховье            | деревня | ↘727      | Олонецкое городское поселение   |
| 9  | Видлица             | село    | ↘1632     | Видлицкое сельское поселение    |
| 10 | Габановский Маяк    | деревня | →2        | Мегрегское сельское поселение   |
| 11 | Гавриловка          | деревня | ↘68       | Видлицкое сельское поселение    |
| 12 | Герпеля             | деревня | ↗31       | Ильинское сельское поселение    |
| 13 | Гижино              | деревня | →1        | Михайловское сельское поселение |
| 14 | Гошкила             | деревня | ↗7        | Коткозерское сельское поселение |
| 15 | Гушкала             | деревня | ↘17       | Коверское сельское поселение    |
| 16 | Еройла              | деревня | ↘32       | Ильинское сельское поселение    |
| 17 | Ильинская Горка     | деревня | ↘21       | Ильинское сельское поселение    |
| 18 | Ильинский           | посёлок | ↘2810     | Ильинское сельское поселение    |
| 19 | Иммалицы            | деревня | ↘154      | Олонецкое городское поселение   |
| 20 | Инема               | деревня | →1        | Мегрегское сельское поселение   |
| 21 | Интерпосёлок        | посёлок | ↘72       | Коткозерское сельское поселение |
| 22 | Капшойла            | деревня | ↘74       | Олонецкое городское поселение   |
| 23 | Кескозеро           | деревня | ↘6        | Коткозерское сельское поселение |
| 24 | Ковера              | посёлок | ↗399      | Коверское сельское поселение    |
| 25 | Коткозеро           | деревня | ↘744      | Коткозерское сельское поселение |
| 26 | Куйтежа             | деревня | ↘576      | Куйтежское сельское поселение   |
| 27 | Кукшегоры           | деревня | ↗46       | Коверское сельское поселение    |
| 28 | Лемозеро            | деревня | ↗17       | Коверское сельское поселение    |
| 29 | Лумбозеро           | деревня | →4        | Коткозерское сельское поселение |
| 30 | Мегрега             | деревня | ↘664      | Мегрегское сельское поселение   |
| 31 | Мегрозеро           | деревня | ↗3        | Куйтежское сельское поселение   |
| 32 | Михайловское        | село    | ↘377      | Михайловское сельское поселение |
| 33 | Нинисельга          | деревня | ↗9        | Коверское сельское поселение    |
| 34 | Новинка             | деревня | ↘36       | Коверское сельское поселение    |
| 35 | Нурмойла            | деревня |           | Ильинское сельское поселение    |
| 36 | Нурмолицы           | деревня | ↗94       | Коверское сельское поселение    |
| 37 | Обжа                | деревня | ↗36       | Мегрегское сельское поселение   |
| 38 | Олонец              | город   | ↘7631     | Олонецкое городское поселение   |
| 39 | Онькулица           | деревня | ↘64       | Мегрегское сельское поселение   |
| 40 | Путилица            | деревня | ↗163      | Олонецкое городское поселение   |
| 41 | Речная Сельга       | посёлок | ↘134      | Куйтежское сельское поселение   |
| 42 | Рыпушкалицы         | деревня | ↘691      | Олонецкое городское поселение   |
| 43 | Самбатукса          | деревня | ↘26       | Мегрегское сельское поселение   |
| 44 | Сармяги             | деревня | ↘7        | Мегрегское сельское поселение   |
| 45 | Седокса             | деревня | →0        | Ильинское сельское поселение    |
| 46 | Сельга              | деревня | ↘45       | Куйтежское сельское поселение   |
| 47 | совхоза «Ильинский» | посёлок | ↘258      | Ильинское сельское поселение    |
| 48 | Сорочья Гора        | деревня | →0        | Коверское сельское поселение    |
| 49 | Судалица            | деревня | ↘300      | Олонецкое городское поселение   |
| 50 | Сяндеба             | деревня | ↗49       | Коверское сельское поселение    |
| 51 | Сяппяваара          | деревня | →0        | Коверское сельское поселение    |
| 52 | Татчелица           | деревня | ↘87       | Олонецкое городское поселение   |
| 53 | Тахтасово           | деревня | ↘46       | Олонецкое городское поселение   |
| 54 | Ташкеницы           | деревня | →15       | Михайловское сельское поселение |
| 55 | Тенгусельга         | деревня | ↗32       | Коверское сельское поселение    |
| 56 | Тигвера             | деревня | ↘16       | Коверское сельское поселение    |
| 57 | Торосозеро          | деревня | ↘22       | Коткозерское сельское поселение |
| 58 | Тукса               | деревня | ↘962      | Туксинское сельское поселение   |
| 59 | Тулокса             | деревня | ↘8        | Ильинское сельское поселение    |
| 60 | Тулосозеро          | деревня | →0        | Коверское сельское поселение    |
| 61 | Устье Видлицы       | деревня | ↘584      | Видлицкое сельское поселение    |
| 62 | Устье Тулоксы       | деревня | ↘228      | Ильинское сельское поселение    |
| 63 | Утозеро             | деревня | ↘15       | Коткозерское сельское поселение |
| 64 | Чёрная Речка        | деревня | ↘34       | Коткозерское сельское поселение |
| 65 | Юргелица            | деревня | ↘211      | Мегрегское сельское поселение   |

## Экономика
Основой экономики района являются лесная промышленность, лесоперерабатывающая и сельское хозяйство (растениеводство, мясо-молочное животноводство, звероводство). Развивается туристическая деятельность.

## Транспорт

### Автомобильное сообщение

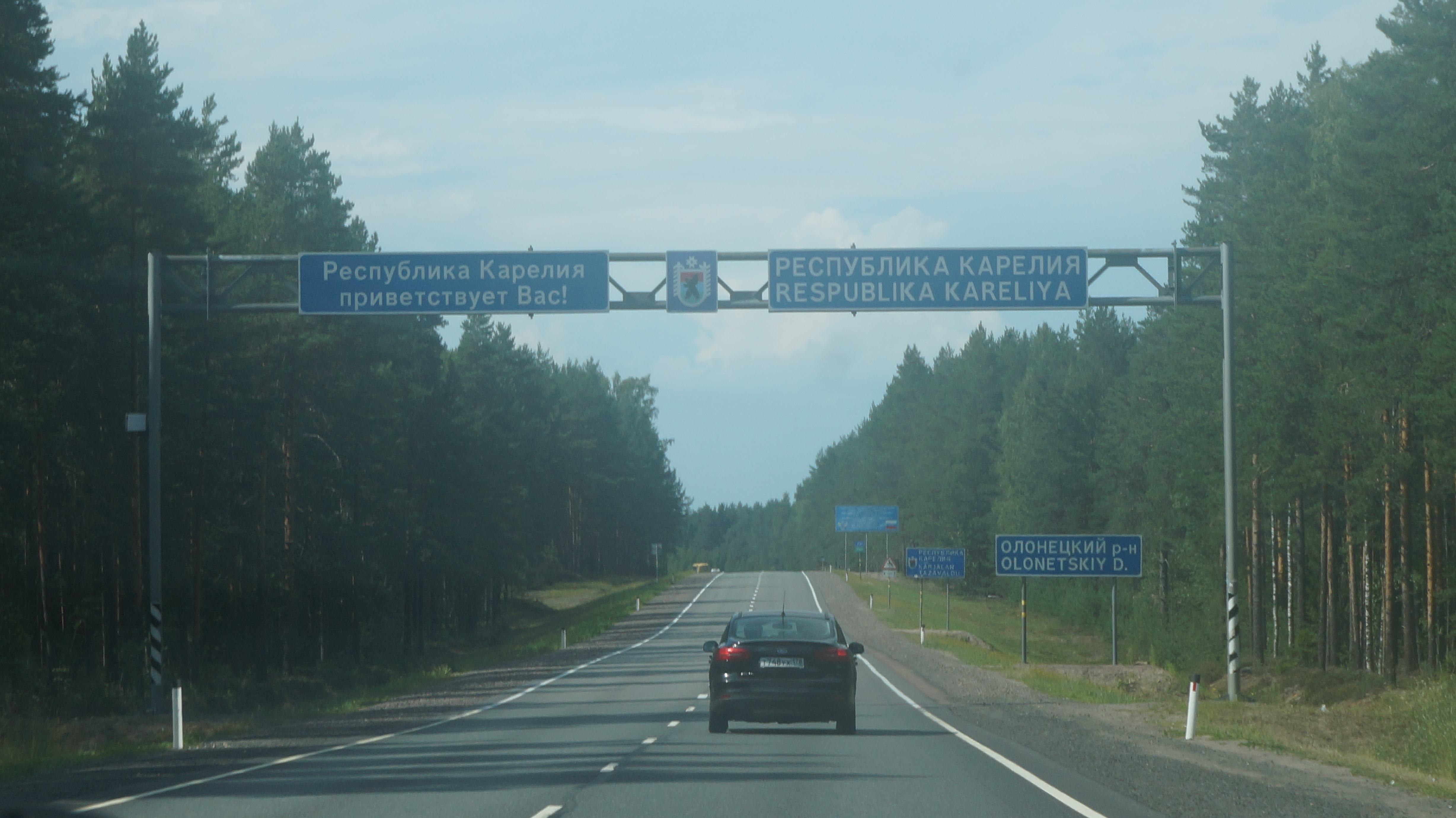
Въезд в Олонецкий район со стороны Лодейного поля.

Через район проходит федеральная трасса «Кола».
Район связан регулярными автобусными маршрутами с Петрозаводском, Санкт-Петербургом, Сортавалой. Пригородные рейсы от Олонца до Верхнего Олонца, Видлицы, Ильинского, Туксы, Ковера, Мегреги, Рыпушкалицы и Верховья.

### Железная дорога
Железнодорожная линия Янисъярви — Лодейное Поле.

## Достопримечательности

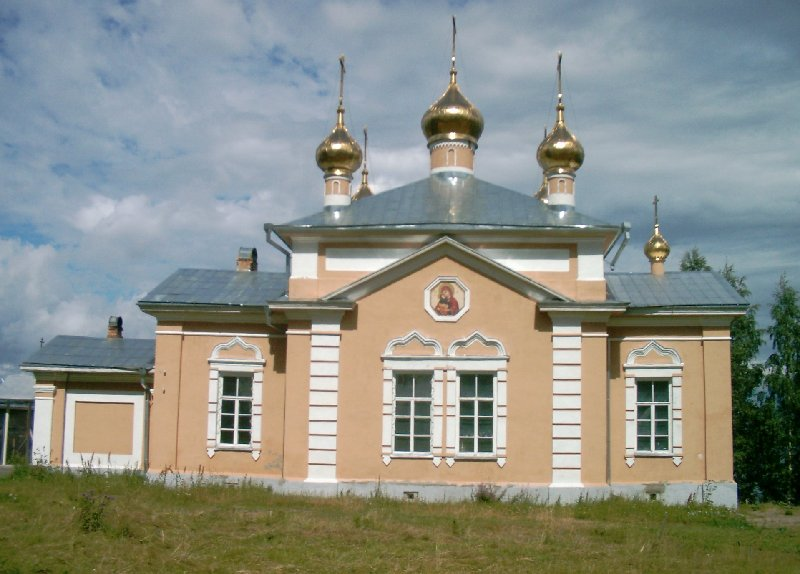
Церковь Важеозерского Спасо-Преображенского мужского монастыря. Деревня Интерпоселок Олонецкого района.

На территории района сохранилось более 130 памятников историко-культурного наследия.
- Часовня Георгия Победоносца (деревянная) XVIII века в деревне Пертисельга
- Поклонный крест в деревне Татчелица (первая половина XIX века)
- Важеозерский Спасо-Преображенский мужской монастырь (построен в 1520 году)
- Олонецкий национальный музей карелов-ливвиков имени Н. Г. Прилукина
- Церковь Флора и Лавра в селе Мегрега (основана в 1613 году)
- Часовня Михаила, Петра и Павла (XVIII век) в д. Новинка
- Дом Дубровина в деревне Большая Сельга (первая половина XIX века)
- Деревня Большая Сельга (здесь сохранились дома и застройка XIX века)

## Известные уроженцы и жители
- Артамонов Иван Ильич (1914—1985) — Герой Советского Союза, уроженец деревни Степаннаволок.
- Владимир Егорович Брендоев (1931—1990) — карельский поэт переводчик, уроженец деревни Бережная.
- Михаил Константинович Кононов (1923—2005) — хозяйственный и партийный деятель, уроженец города Олонца.
- Иван Петрович Кузьмин (1928—2002) — Заслуженный учитель школы РСФСР, уроженец деревни Матчезеро.

В районе работали Герои Социалистического Труда — И. В. Чайкин, С. В. Саблин, Ф. Ф. Кошкин.

## Средства массовой информации

### Газеты и журналы
- Первая районная газета «Колхозник» (редактор М. Ишуков) вышла в свет 20 августа 1930 года. В 1957—1991 годах газета выходила под названием «Олонецкая правда». С 1991 года выходит под названием «Олония»[38].